# USS Dwight D. Eisenhower (CVN-69)
USS Dwight D. Eisenhower (CVN-69) je letadlová loď Námořnictva Spojených států třídy Nimitz, která působí v aktivní službě od roku 1977. Jedná se o druhou postavenou jednotku této třídy. Loď je pojmenována podle 34. prezidenta USA Dwighta D. Eisenhowera.

## Stavba
Stavba lodi byla zahájena 15. srpna 1970 v loděnici Newport News Shipbuilding v Newport News. Ke křtu a spuštění na vodu došlo 11. října 1975, do služby byla zařazena 18. října 1977 na základně Naval Station Norfolk (Virginie), která je jejím domovským přístavem. Objednána a stavěna byla jako útočná letadlová loď s označením CVAN-69, ke změně na víceúčelovou letadlovou loď s označením CVN-69 došlo 30. června 1975.

## Služba

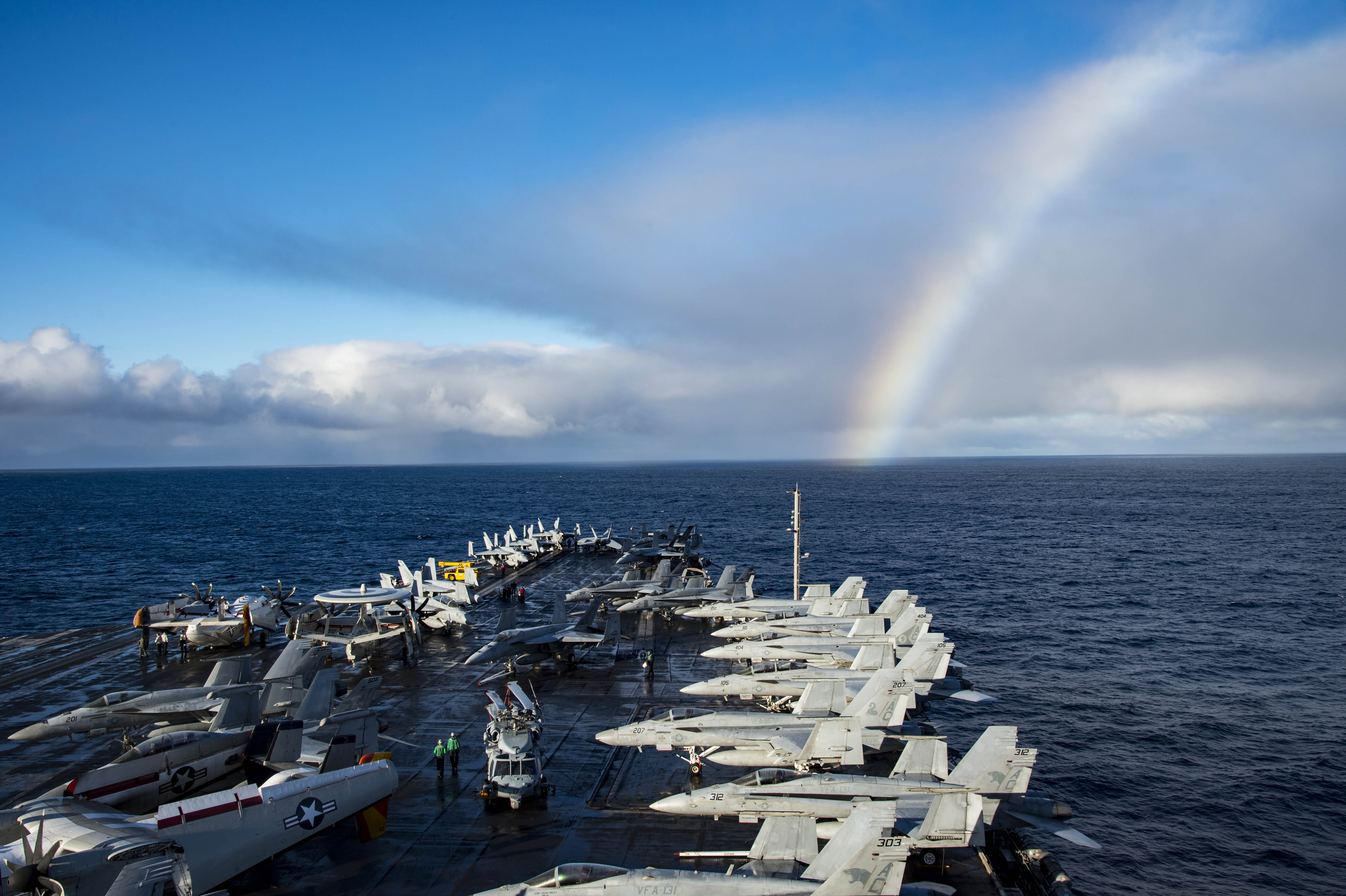
USS Dwight D. Eisenhower při plavbě přes Atlantský oceán v roce 2016

Dwight D. Eisenhower se zúčastnil operace Eagle Claw během krize s americkými rukojmími v Íránu, války v Zálivu či amerických operací během válek v Iráku a Afghánistánu.